# Magdeleine Brard
Pour les articles homonymes, voir Brard.
Magdeleine Brard (7 août 1903 à Pontivy - 3 juin 1998), également connue sous le nom de Magda Brard, est une pianiste classique française. Dans les années 1930, elle est liée à Benito Mussolini et, sous son patronage, dirige une école de musique à Turin. 

## Jeunesse
Magda Marie Anna Brard naît à Pontivy, fille d'Alfred Brard, homme d'affaires et homme politique, député du Morbihan. Son frère Roger Brard (1907-1977) devient amiral de la marine et président de la Société Mathématique de France. Elle étudie au Conservatoire de Paris où elle remporte successivement une première médaille de solfège dans la classe de Marie-Antoinette Roy (1913), une première médaille dans la classe de piano préparatoire de Marguerite Long (1913), puis un premier Prix dans la classe supérieure d'Alfred Cortot, qui est alors en partie supplée par Robert Lortat (1916). En 1917, la jeune fille de 13 ans est la première récipiendaire du Prix d'honneur du Conservatoire, qu'a instauré le sous-secrétaire d'Etat aux Beaux-arts Albert Dalimier dont Cortot est le proche collaborateur, chargé de la « propagande artistique ». Le directeur Gabriel Fauré la recommande ardemment à son propre maître Saint-Saëns en 1917 pour la voir jouer chez Chevillard son 2e concerto pour piano.

## Carrière musicale
Elle fait une tournée aux États-Unis en 1919 parrainée par la Direction Générale des Beaux-Arts du Ministère de l'Instruction publique,. Elle est la plus jeune soliste à avoir joué au Metropolitan Opera lorsqu'elle s'y produit, à l'âge de 15 ans. 
Au printemps 1922, elle donne vingt concerts en France et retourne aux États-Unis pour d'autres représentations à l'automne. Au cours de son séjour de 1922, elle se porte volontaire comme sujet d'étude à la Cleveland School of Character Diagnosis, une clinique s'intéressant aux personnalités des personnes hautement performantes. Au cours des années 1920, elle fait des enregistrements de rouleaux de piano d'œuvres de Liszt, Chopin, Schumann, Scriabine, Chabrier, Arensky, Massenet, Fauré, et Saint-Saëns ; elle joue notamment au Hippodrome State Theatre (en) de Gainsville, Floride en 1925. 
Elle joue pour Benito Mussolini à la villa Torlonia en 1926, alors qu'elle était enceinte de son premier enfant. L'année suivante, ils sont amants ; il exige qu'elle renonce à d'autres concerts et interdit à la presse italienne de couvrir tous les événements où elle se produit. Il y a des rumeurs selon lesquelles elle est une espionne française, ce qui la menace dans la confiance de Mussolini. 
En 1933, elle ouvre une école de musique à Turin, l’Accademia della musica dont elle est directrice de 1933 à 1943. Elle est arrêtée en 1945, mais libérée après l'intervention de diplomates français. Elle retourne à Paris après la guerre,. Elle enseigne l'italien dans une école privée plus tard dans sa vie et donne des cours de piano à Nice.

## Vie privée
Magdeleine Brard se marie pour la première fois en 1920 avec Edmondo Michele Borgo, riche homme d'affaires italien pour se séparer en 1936. Elle a trois enfants : Reginaldo (né en 1926), fils d'Edmondo Borgo ; Vanna (née en 1932), qui serait la fille biologique de Benito Mussolini,; et Micaela (née en 1943), la fille de l'homme d'affaires suisse Enrico Wild, que Brard épouse en 1945. Wild meurt en 1955. Magdeleine Brard meurt en 1998, à l'âge de 95 ans,. 